# Xanthoparmelia somervilleae
Xanthoparmelia somervilleae är en lavart som beskrevs av Elix & Kantvilas. Xanthoparmelia somervilleae ingår i släktet Xanthoparmelia och familjen Parmeliaceae.   Inga underarter finns listade i Catalogue of Life.